# Tina Thompson
Tina Thompson, née le 10 février 1975 à Los Angeles en Californie est une joueuse américaine de basket-ball. Après sa carrière elle est devenue entraineur de basket-ball. Thompson est la première joueuse draftée dans l'histoire de la Women's National Basketball Association (WNBA), elle est sélectionnée par les Comets de Houston. Avec les Comets, elle remporte les quatre premiers titres de la WNBA en 1997, 1998, 1999 et 2000. Jusqu’en 2017, elle était la meilleure marqueuse de tous l'histoire de la WNBA.
Thompson a remporté deux médailles d’or olympiques. En 2018 elle est intronisée aux Women's Basketball Hall of Fame et Basketball Hall of Fame.

## Biographie

### Jeunesse
Thompson est né à Los Angeles, en Californie. Elle a grandi en jouant au basket avec son frère TJ et ses amis à Robertson Park dans l’ouest de Los Angeles, en Californie. Elle a enregistré plus de 1500 points et 1000 rebonds dans sa carrière au lycée à Morningside High School à Inglewood, en Californie, où elle a également joué au volley-ball.

### Carrière professionnelle
Après des études à l’Université de Californie du Sud, avec trois participations au tournoi final NCAA en 1994, 1995 et 1997, elle rejoint la WNBA après avoir été sélectionnée en 1re position lors de la Draft WNBA 1997, devenant la première de l’histoire à être draftée pour cette ligue. Elle joue pour les Comets de Houston avec qui elle remporte quatre titres consécutifs de 1997 à 2000.
Elle est sélectionnée trois fois dans le premier cinq WNBA et participe à de nombreux WNBA All-Star Game, dont l’édition de 2000 où elle termine MVP.
Avec la sélection américaine, elle doit renoncer à deux Championnat du monde, en 1998 et 2002 en raison de blessures. Elle obtient enfin une médaille d'or aux Jeux olympiques de 2004 à Athènes. Puis elle participe enfin à un mondial lors de l'édition 2006 où la sélection américaine termine troisième, battue en demi-finale par la Russie.
En 2007, elle remporte avec son club du Spartak Moscou, qui possède également dans son cinq majeur les vedettes de WNBA Diana Taurasi, Sue Bird et l'une des meilleures européennes en la personne de la polonaise Agnieszka Bibrzycka, l'Euroligue 2007. Elle est également récompensée du titre de MVP du Final Four. Elle remporte un second titre européen consécutif l'année suivante.
Le 18 juillet 2011, celle qui est alors la meilleure marqueuse de l'histoire de la ligue avec 6 546 points met fin à une série de 413 matches consécutifs de saison régulière en n'ayant marqué aucun point face aux Silver Stars de San Antonio.
En 2013, pour sa dernière saison WNBA, elle (le premier choix de la première draft) est sélectionnée une neuvième fois (record) pour le All-Star Game pour remplacer Brittney Griner (le premier choix de la dernière draft) : « Je ne m'attendais pas du tout à en arriver là. Mon idée était juste de jouer quelques saisons, gagner un peu d'argent et pour me payer une université de droit sans contracter de prêt étudiant. Donc, être là 17 ans après est incroyable. C'est une bénédiction et quelque chose que je n'aurais jamais pu prévoir ».
Son record de 496 rencontres WNBA disputées est égalé en août 2015 par DeLisha Milton-Jones.

### Entraîneuse
En mai 2015, elle est engagée comme entraîneuse assistante de Karen Aston pour les Longhorns du Texas.
En avril 2018, elle devient entraîneuse principale des Cavaliers de la Virginie.

### Vie privée
En 2005, elle a un fils avec le joueur NBA Damon Jones.

## Palmarès

### Club
- Championne WNBA en 1997, 1998, 1999, 2000
- Vainqueur de l'Euroligue 2007, 2008.

### Sélection nationale
- Jeux olympiques d'été
  -  Médaille d'or aux Jeux olympiques de 2008 à Pékin,  Chine
  -  Médaille d'or aux Jeux olympiques de 2004 à Athènes
- Championnat du monde de basket-ball féminin
  -  Médaille de bronze du Championnat du monde 2006 au Brésil
- autres
  - Médaille d'argent au championnat du monde Universitaire en 1995

### Distinctions personnelles
- Choisie en 1re position lors de la Draft WNBA 1997
- Participation au WNBA All-Star Game en 1999, 2000, 2001, 2002, 2003, 2006, 2007, 2009, 2013
- Sélection USA pour de la rencontre The Game at Radio City en 2004
- MVP du WNBA All-Star Game en 2000
- Élue MVP du Final Four de l'Euroligue 2007
- Meilleures joueuses des 10 ans de la WNBA[7]
- Meilleures joueuses des 15 ans de la WNBA[8]
- Sélection des meilleures joueuses des 20 ans de la WNBA[9]
- Meilleur cinq de la WNBA (1997, 1998, 2004)
- Second meilleur cinq de la WNBA (1999, 2000, 2001, 2002, 2007)
- Intronisée au Basketball Hall of Fame en 2018[10]

## Pour approfondir